# مجیک لیپ
مجیک لیپ (انگلیسی: Magic Leap) شرکت فناوری اطلاعات آمریکایی است، که در سال ۲۰۱۰ توسط ریچارد تیلر تأسیس شد.